# Philippe Pichon
Pour les articles homonymes, voir Pichon.
Philippe Pichon est un lanceur d'alerte, ancien commandant de police et écrivain français, né le 17 septembre 1969 à Nogent-sur-Marne, connu principalement pour avoir dénoncé le fonctionnement illégal et les irrégularités du Système de traitement des infractions constatées (STIC) qui lui a valu une mise à la retraite d'office à 42 ans par mesure disciplinaire.

## Biographie

### Carrière policière et écrivain
A 21 ans, Philippe Pichon a été le plus jeune élève officier de police (46e promotion à l'E.N.S.O.P de Nice) ; à 36 ans, il a été nommé commandant de police.
Ayant passé et réussi le concours d'officier de police, il est affecté en 1991 à Rosny-sous-Bois. En 1997, il devient chef de l'unité mobile de sécurité de la Seine-Saint-Denis, service départemental en uniforme chargé de la lutte anti-criminalité. Il intègre l'Institut des hautes études de la sécurité intérieure (IHESI) en janvier 2000, comme chargé de recherches, et dirige une étude de sciences sociales sur les Tsiganes et gens du voyage. Il quitte ensuite la région parisienne et est affecté comme chef de groupe à l'unité d'investigations et de recherches au commissariat de Saint-Tropez où ses démêlés avec son commissaire, qu'il suspecte de « complaisance » avec le code de l'urbanisme, s'étalent à la Une des magazines. Il obtient un DESS de droit pénal (2004). En janvier 2003, il est affecté à l'Office central de lutte contre la délinquance itinérante (OCLDI) comme officier de liaison, poste qu'il quitte en septembre 2005 pour devenir adjoint au chef de la circonscription de sécurité publique de Coulommiers.
Il est l'auteur d'un essai, Voyage en Tsiganie. Enquête chez les nomades en France (Éditions de Paris, 2002), qui a suscité une vive polémique dans la presse nationale, de six romans dont Un Pays vers le ciel (Dualpha, 2006; Éditions de Paris / Max Chaleil, rééd. 2020), adapté au cinéma, et d'une étude remarquée sur Saint-John Perse (Plein Chant, 2004). Son livre, L'Enfance violée (Flammarion, 2008), où il raconte le drame de sa vie, a connu un certain succès littéraire.
L'auteur a reçu le prix Albert Boudon-Lashermes de la ville du Puy-en-Velay pour Ombre close (préfacé par Yves Duteil), le prix de la découverte poétique Simone de Carfort de la Fondation de France pour son recueil de fragments Cieux défunts, ciels défaits (préfacé par James Sacré), et le prix Baudelaire pour son diptyque Entre deux échos de Villon... suivi de .... et dix absinthes de Verlaine.
Le pamphlet Pourquoi la littérature [du vagin] respire mal. Les daltoniennes de l'écriture inclusive, qui a été distingué du prix du Livre incorrect, a été mal reçu par la presse et le grand public.
Il s'est fait connaître du grand public en mars 2007 avec la publication du livre Journal d'un flic chez Flammarion, ouvrage vendu à près de 37 000 exemplaires. Ce livre lui a valu une lettre de mise en garde de la part de sa hiérarchie pour manquement à l'obligation de réserve. Il a reçu le soutien de personnalités politiques de gauche, comme l'ancien Garde des Sceaux Robert Badinter ou le sénateur de Seine-Saint-Denis et maire de Neuilly-sur-Marne, Jacques Mahéas.
Adolescent, Philippe Pichon a été figurant sur le film Conseil de famille (France, 1986) de Costa-Gavras aux côtés de Johnny Hallyday, Fanny Ardant et Guy Marchand, en partie tourné au lycée Georges-Clemenceau de Villemomble (Seine-Saint-Denis) où il était élève de première (série A1).
Par ailleurs, crédité au générique de fin, il a été consultant pour le documentaire de Stéphane Bentura : Saint-Tropez, histoire secrète d'un port de pêche (France, 2013), produit par Premières Lignes et diffusé sur France 2, dans le cadre de l'émission « Infra-Rouge ».
Philippe Pichon est l'auteur d'une quarantaine de livres.
Il a reçu le Grand prix de poésie du Liban - Prix Naji Naaman 2004 pour l'ensemble de son œuvre littéraire, et a été élu à l'Académie des Jeux floraux (maître ès Jeux), en séance plénière, le 23 janvier 2025 - réception officielle au 3 mai 2025. 

### Lanceur d'alerte
En 2008 il dénonce le fonctionnement illégal et les irrégularités du Système de traitement des infractions constatées en fournissant au site d'information Bakchich les fiches de Johnny Hallyday et Jamel Debbouze. Une décision de mise à la retraite d'office en 2009 a été prise à son encontre  mais, le 5 mai de la même année, le tribunal administratif, siégeant en référé, a suspendu cette décision.
Par décision du 8 décembre 2011, le tribunal administratif de Melun a partiellement fait droit aux conclusions du commandant Pichon, notamment en annulant sa mutation arbitraire de Coulommiers à Meaux et en condamnant le ministère de l'intérieur à 1 500 euros de dommages-intérêts, mais a rejeté son recours pour excès de pouvoir : au 9 décembre 2011, le commandant de police Philippe Pichon a été mis à la retraite d'office, à 42 ans, des cadres de la police nationale, par mesure disciplinaire, pour manquements graves à la discrétion professionnelle et au devoir de réserve, conséquemment à ses dénonciations publiques de la non mise à jour du fichier d'antécédents policiers, le STIC (système de traitement des infractions constatées). Cette décision a été confirmée par la Cour administrative d'appel de Paris le 16 juin 2013 alors même que dans ses rapports annuels 2009 et 2011, la CNIL parvient aux mêmes observations critiques que cet ex-officier de police. Philippe Pichon s'est pourvu en cassation devant le Conseil d'État, en vain. L'affaire n'a pas été admise devant la C.E.D.H (filtre d'admissibilité).
Également poursuivi devant le tribunal correctionnel pour violation de secret professionnel, Philippe Pichon a été condamné le 22 octobre 2013 a une peine symbolique de 1 500 euros avec sursis, le tribunal constatant que les faits qui lui sont reprochés sont partiellement motivés par les convictions d’intérêt public et ne prononçant aucune peine complémentaire d'interdiction professionnelle.
À la suite de ces événements, il a été qualifié par la presse de lanceur d'alerte, comparable à Irène Frachon ou Edward Snowden,.
Philippe Pichon a exercé les fonctions de directeur général délégué, directeur d'exploitation du complexe de sports et de loisirs « Les Pyramides » (Port-Marly, Yvelines), club privé haut de gamme de l'Ouest parisien, après avoir accompli (pour le même groupe) des missions d'investigation dans le domaine immobilier. Il a par ailleurs été salarié, comme directeur de développement, dans la promotion immobilière, des groupes Sofim (2018-2021) et Prim'arte (depuis 2022). 

## Ouvrages
- Ombre close, poèmes, préface Yves Duteil, Les Presses Littéraires, 1999. (ISBN 2-9513792-0-X) Prix Albert Boudon-Lashermes de la ville du Puy-en-Velay.
- Voyage en Tsiganie. Enquête chez les nomades de France, essai, Éditions de Paris / Max Chaleil, 2002.  (ISBN 2-84621-022-5)
- Tout ce qu'un policier n'a pas le droit de dire, Entretien avec Christian Millau, document, JC Lattès, 2002.  (ISBN 9782709623919) - non paru
- À contre-silence, roman, éd. Noir & Blanc, 2003.  (ISBN 2-911241-35-5)
- Un Pays vers le ciel, roman, Dualpha, 2006.  (ISBN 2-915461-77-5)  Nouvelle édition augmentée sous le titre Un regard vers le ciel, roman, Éditions de Paris / Max Chaleil, 2021.  (ISBN 978-2-84621-318-9). Nouvelle édition revue et augmentée sous le titre EuthanasiA. Interruption Volontaire d'Agonie, roman, éd. Le Flair, 2024.
- Le Pain d'ortie, récit, Dualpha, 2006 ; rééd. Dutan, 2020.  (ISBN 2-915461-76-7)
- Journal d'un flic, essai, Flammarion, 2007.  (ISBN 978-2-0806-8899-6)
- Le Cas Céline, coupable mais de quoi ?, essai, Dualpha, 2007 ; 2e éd. Dualpha, 2008; 3e éd. corrigée et augmentée, Dualpha, 2019.  (ISBN 978-2-35374-052-9) Prix de la biographie de l'Académie des Pays de France.
- L'Enfance violée, récit, Flammarion, 2008.  (ISBN 978-2-08-120733-2)
- Fichier STIC : une mémoire policière sale, avec Frédéric Ocqueteau, essai, Jean-Claude Gawsewitch éditeur, 2010, préface de Me William Bourdon. (ISBN 978-2-35315-090-8)
- La Route du Rom. Enquête sur une population expulsée, coll. Coup de gueule, document, Jean-Claude Gawsewitch éditeur, 2010.  (ISBN 9782350132525) - non paru
- La Tentation anarchique. Lettre ouverte à Julien Coupat, essai, Jean-Paul Rocher Éditeur, 2010.  (ISBN 978-2-917411-38-4)
- La face cachée de Saint-Tropez. Crimes, arnaques et trahisons, essai, Jean-Claude Gawsewitch éditeur, 2011 (à la suite d'un référé introduit par le ministère de l'Intérieur, cet ouvrage a été interdit de publication).  (ISBN 978-2-350-13255-6)
- Petit manuel de désobéissance citoyenne (Quand l'intérêt général est menacé, devenez lanceur d'alerte), essai, JC Lattès, 2014, en accompagnement de William Bourdon  (ISBN 978-2709646208)
- Les Poudrins de la mémoire - I, poèmes, Dutan, 2020.  (ISBN 978-2-38270-006-8)
- Les Poudrins de la mémoire - II, poèmes, Dutan, 2021.  (ISBN 978-2-38270-018-1)
- [Entre] presque [et] rien, lettres & poèmes, Dutan, 2021.  (ISBN 978-2-35374-522-7)
- Tous nos silences ont leurs secrets (deux volumes), poèmes, Siloë, 2021.  (ISBN 978-2-9580683-0-1 et 978-2-9580683-1-8)
- Aux basaltes de l'âge, fragments, Prolégomènes, 2021.  (ISBN 978-2-917584-62-0)
- L'Éphémère en héritage, fragments, Prolégomènes, 2021.  (ISBN 978-2-917584-63-7)
- La joue pas rasée de la solitude, fragments, Prolégomènes, 2022.  (ISBN 978-2-917584-64-4)
- Entre deux échos de Villon... suivi de ...et dix absinthes de Verlaine, Siloë, 2022.  (ISBN 978-2-9580683-2-5 et 978-2-9580683-3-2). Prix Baudelaire (Société des Poètes français, 2024).
- Le ciel ne fait pas l'ombre d'un regard, fragments, coll. Poésie au présent, Douro, 2022.  (ISBN 9782384060603)
- Un ami de haut bord, récit, coll. La Bleue-Turquin, Douro, 2023.  (ISBN 978-2384062218)
- Cieux défunts, ciels défaits, fragments, coll. La Bleue-Turquin, Douro, préface de James Sacré, couverture de Jacques Cauda, 2023.  (ISBN 978-2-38406-22-87) Prix de la découverte poétique Simone de Carfort (Fondation de France, Paris). Coup de cœur des libraires indépendants, Livre Hebdo, avril 2023.
- J'ai laissé fuir le soir, fragments, coll. L'îlot, Siloë, présentation de Morgane Lombard, 2023.  (ISBN 978-2-9580683-5-6)
- Tout est trop vaste pour les mots, fragments, coll. L'îlot, Siloë, 2023.  (ISBN 978-2-9580683-4-9)
- Pourquoi la littérature du vagin respire mal (Les daltoniennes de l'écriture inclusive), pamphlet, le Verbe haut, 2023.  (ISBN 978-2-4911873-6-1) Prix du Livre Incorrect.
- À sauts et à gambades, avec Jacques Cauda, essai (chroniques littéraires), Ardavana, 2024.
- À hue et à dia. Carnet de lectures d'un nomade sédentaire, essai (chroniques littéraires), France-Univers, 2024.
- Quand s'allonge la nuit. Anthologie poétique 1984-2024, Dualpha, 2025. L'écrivain reçoit le Prix Naji Naaman 2024 (l'équivalent libanais du Grand prix de poésie de l'Académie française) pour l'ensemble de son œuvre.
- Regards, poèmes, illustrations de Jacques Cauda, éd. Pourquoi viens-tu si tard, 2025.
- Apollinaire et l'Esprit nouveau suivi de Les Bourlingueurs, essai, coll. "Portraits-vérité", éd. du Flair, 2025.
- rimbaud@verlaine.fr, essai, coll. "Portraits-vérité, éd. du Flair, 2025.
- Court-lettrages, nouvelles, éd. Sans Crispation, 2025.

Etudes :
« Saint-John Perse ou l’apostrophe polyphonique de la modernité », in Le Coin de table, no 19, juillet 2004 et no 20, octobre 2004 ; La Maison de Poésie / Plein Chant.  (ISSN 1299-4022)
« Pierre-Jean Jouve ou l’exorcisme du temps », in Le Coin de table, no 40, novembre 2009, La Maison de Poésie / Plein Chant.  (ISSN 1299-4022)
« Pierre Emmanuel ou la raison ardente », in Le Coin de table, no 42, avril 2010, La Maison de Poésie / Plein Chant.  (ISSN 1299-4022)